# Donkey Schott
Donkey Schott (Originaltitel: Donkey Xote) ist ein spanischer Computeranimationsfilm aus dem Jahr 2007 des Regisseurs Jose Pozo. Der Film erhielt von der Deutschen Film- und Medienbewertung (FBW) die Auszeichnung Prädikat wertvoll.

## Handlung
Der Film wird aus der Sicht des Esels (englisch donkey) Rucio erzählt. Geritten wird er von dem wohlhabenden Bauern Sancho Pansa, einem Freund Don Quijotes. Sancho Pansa und Rucio begleiten Ritter Quijote auf seinem edlen Pferd Rocinante auf seiner abenteuerlichen Reise nach Barcelona, um dort mit dem Ritter vom Weißen Mond um seine Liebe Dulcinea zu kämpfen.

## Kritiken
- Variety bemerkte, dass der Esel Rucio zwar genauso aussehe wie der Esel im Film Shrek, ihm jedoch der Witz seines Vorbilds abgehe.[2]